# Пиратска партия (Швеция)
Вижте пояснителната страница за други значения на Пиратска партия.
Партията на пиратите (на шведски: Piratpartiet) е шведска политическа партия.
Нейните основни цели са реформиране на законите за интелектуалната собственост, включително и запазената марка, патентите и защитата на дизайна. В интересите на партията се включват и защита на личната тайна (включваща лична собственост и лична информация), както в интернет, така и в живота въобще.
ПП е и против участието на Швеция в международни споразумения и организации за защита на авторските права като например Световната организация за интелектуална собственост (WIPO) и Световната търговска оргнизация (WTO). Партията на пиратите няма гледище по други въпроси и затова отхвърля да се позиционира като лява или дясна.
Лидери на партията са Рикард Фалквинге (основател), Кристиан Ебгстрьом, Дредрике Лантц, Балдер Лингегорд, Мика Шьоман и Йоаким Лундборг.

## История
Интернет сайтът на Партията на пиратите е пуснат на 1 януари 2006 г. (в 20:30 CEST), което се счита за началото на формирането ѝ, структурирано в шест фази. Първата фаза е събирането на най-малко 2000 подписа (с 500 повече от официално необходимите), за да може тя да кандидатства за участие в парламентарните избори в Швеция на 17 септември същата година. Крайният срок за събирането на подписите е 4 февруари. По-малко от 24 часа след отварянето на сайта ПП има събрани над 2000 подписа (2268 в 16:00 часа CEST). На сутринта на 3 януари ПП прекратява събирането на подписи, след като за 36 часа събира 4725 подписа. Фазите от 2 до 5 са свързани с регистриране в Централната избирателна комисия на Швеция, подбиране на кандидати за депутати в парламента на страната (Риксдага) и подготвяне на организацията за изборите на централно и местно ниво. Друга цел по време на тази фаза е събирането чрез дарения на партиен бюджет от 1 млн. шведски крони (около 126 хил. американски долара). Фаза 6 представлява явяването на самите избори.
Партията на пиратите, според която в Швеция има между 800 хил. и 1,1 млн. активни интернет потребители, които препращат, обменят файлове в мрежата, се надяват поне 225 хил. (тоест нужните 4% от очакваната избирателна активност) да гласуват за партията, с което тя да си осигури място в шведския парламент.
На 31 май 2006 шведската полиция нахлува в сградата, където се съхраняват торент сървърите на The Pirate Bay (и още над 200 други независими интернет сайта), с което силно увеличава интереса на шведската общественост към ПП. До този момент членската маса на Партията на пиратите се увеличава с около 10 души на ден (членският внос се плаща чрез изпращането на кратко съобщение по мобилен телефон, по който начин се попълва и бюджетът на ПП). След събитията на 31 май повече от 500 души стават членове на ПП само до края на деня. На 1 юни още около 930 се регистрират в партията.
На парламентарните избори на 17 септември 2006 г. за Партията на пиратите гласуват 34 918 души или 0,63% от всички гласове. Партията е на 10-о място сред шведските партии 10 месеца след създаването си. В Швеция партиите, които получат подкрепата на поне 1% от гласувалите, получават финансова подкрепа от държавата, а 2,5% от гласовете осигуряват финансова подкрепа за провеждането на предизборна кампания за следващите избори. На проведените от 4 до 7 юни 2009 г. избори за Европарламент партията получава 7,1% гласове и право на 1 депутатско място. След подписването на Лисабонския договор получава още 1 място.

## Влияние
Зелената партия, Партията на умерените и Лявата партия променят позициите си относно запазената марка, за да не изгубят гласове в полза на ПП по време на шведските парламентарни избори през 2006 г. На 9 юни 2006 г. министърът на правосъдието на страната Томас Бодстрьом обявява, че е възможно да се преразгледа приетият в страната през 2005 г. закон, който криминализира неразрешеното сваляне от интернет на материали със защитени авторски права и като компенсация въвежда данък върху интернет достъпа. Предложението е категорично отхвърлено от ПП.

## Цели
Пиратската партия има следните цели:
- промяна на закона за авторските права;
- премахване на лицензите;
- защита на личния живот.

### Авторско право
Пиратската партия иска да установи справедливо равновесие между интересите на консуматорите и издателите. Според партията P2P трябва не да бъде инкриминирано, а напротив – поощрявано. Партията иска и DRM да се премахнат.
Извадка от официалния сайт на пиратската партия (неофициален превод): официално целта на системата от авторски права открай време е да се намери равновесие между интересите на производителите и консуматорите, за да бъдат поощрени създаването и разпространението на продуктите на култура. Днес това равновесие е напълно разрушено, до такава степен, че законите за авторското право ограничават значително онова, което по замисъл те би трябвало да благоприятстват. Всяка не комерсиална употреба и копия трябва да бъдат окуражавани а не инкриминирани. Културата и познанието са нещо добро, колкото повече се обменят и следователно разпространяват, толкова расте повече тяхната стойност.

### Лицензи
Партията се стреми да премахне лицензите, между другото и защото членовете на партията считат, че да се дава лиценз на жив човек е аморално и че даването на лицензи във фармацевтичната индустрия благоприятства разпространението на болестите в бедните страни.
Извадка от официалния сайт на пиратската партия (неофициален превод): Пиратската партия предлага конструктивно и разумно решение като алтернатива на фармацевтичните лицензи. Тя не само ще реши тези но също така ще осигури повече пари за изследванията в областта на фармацевтиката... Това е тема, която бихме искали да обсъдим на европейско равнище.

### Право на личен живот
Според пиратската партията след 11 септември 2001 зачитането на правото личен живот е принизено в името на борбата срещу тероризма.
Извадка от официалния пиратски сайт (неофициален превод): Не са минали и 20 години от рухването на Берлинската стена, а в неотдавнашната история на Европа има изобилие от ужасяващи примери за следене, завършили с трагедия.